# Bert Scheper
Berend Siert (Bert) Scheper (Holwierde, 3 april 1949) is een Nederlandse planoloog. Tussen 1977 en zijn pensioen in 2014 leverde hij in verschillende rollen belangrijke bijdragen aan de provincie Friesland en Noord-Nederland. 

## Opleiding
Na de MULO (1965) en RHBS (1968) voltooide hij in 1977 aan de Rijksuniversiteit Groningen de opleiding Sociale geografie en Planologie. 

## Carrière
Zijn afstudeerscriptie "Wonen in een streekdorp; een analyse van de perceptie van de woonsituatie in twee Groninger dorpen" maakte de weg vrij voor een vervolg bij de vakgroep Planologie en Demografie van het Geografisch Instituut van de Rijksuniversiteit Groningen (1975-1977) ten behoeve van het onderzoek "Beleidsmodel dorpsvernieuwing Noord-Groningen". Van 1977-1978 had hij zitting in de begeleidingscommissie van  het onderzoek Streekdorpen en Lintbebouwing in de provincie Groningen.
Per 1 oktober 1977 zette hij bij het bureau voor stedenbouw van ir. P. Oom en ir. J. Heeling b.v. te Groningen, later HKB, planologisch onderzoek op voor de onderbouwing van Structuurplannen van (hoofdzakelijk) plattelandsgemeenten en voor thema’s op het gebied van  landbouw en landinrichting, recreatie en toerisme, bevolking en wonen, commerciële en niet-commerciële voorzieningen en infrastructuur. Hij adviseerde over bestemmingsplan en buitengebied in de drie noordelijke provincies.
Bij de provincie Friesland heeft hij van 1987 tot 2014 als beleidsmedewerker bijgedragen aan planvorming voor de provincie.
Op 27 maart 2014 nam hij afscheid van de provincie onder grote politieke en publieke belangstelling.

## Planvorming voor Friesland
Belangrijke plannen waar Bert Scheper in zijn functie bij de provincie Friesland een bijdrage aan geleverd heeft:
- Streekplan Friesland (1989 en 1994)
- Ontwikkelingsvisie Stadsgewest Leeuwarden (1992)
- Internationaal Bedrijventerrein Heerenveen
- Structuurvisie Nieuw Stroomland in Leeuwarden (2010) (prijswinnend)
- Leeuwarden Culturele Hoofdstad van Europa 2018

## Noordelijke samenwerking
Aan de samenwerking van provincie Friesland met de provincies Drenthe en Groningen heeft hij bijgedragen als secretaris van de SNN bestuurscommissie Stedelijke Ontwikkeling en de ontwikkeling van strategische plannen, waarmee Noord-Nederland kon schakelen met Rijksbeleid en Europese programma’s, zoals: 
- Kompas voor de Toekomst (1998)
- Masterplan Zuiderzeelijn (2004)
- Gebiedsagenda Noord-Nederland (2009) en (2014)
- Noordervisie2040 (2013)

## Interprovinciale samenwerking
Als Friese deelnemer in het Beraad Ruimtelijk Beleid van het Interprovinciaal Overleg (IPO) vervulde hij een schakelrol tussen de provincies. Zijn specialisme bestond uit het koppelen van de beleidsvoorbereiding met de dagelijkse werkelijkheid. 

## Betrokkenheid bij Rijksbeleid
Vanuit de interprovinciale samenwerking heeft hij de Friese belangen behartigd bij de totstandkoming van de Rijksbeleid voor Ruimtelijke Ordening, waaronder
- De uitwerking Vierde nota ruimtelijke ordening en Vierde Nota Ruimtelijke Ordening Extra (VINEX), met onderbouwing van rijksinzet voor stedelijke vernieuwing, de knooppuntstatus en de bereikbaarheid van Leeuwarden,
- De Vijfde Nota RO
- De Nota Ruimte, met de status van Leeuwarden als regionaal stedelijk netwerk.

Hij bereidde veel bestuurlijke overleggen met bewindslieden van opeenvolgende kabinetten voor,  waaronder het halfjaarlijkse Bestuurlijk Overleg MIRT.

## Ontwikkeling vakgebied
Als voorzitter/secretaris van de noordelijke vereniging van Planologen (MARP)(Planologen werkzaam bij een Provinciale Planologische Dienst, de Rijksuniversiteit Groningen, Gemeenten en  adviesbureaus) heeft hij zich vanaf 1983 ingezet voor de verdieping van het vakgebied. Hij gaf regelmatig gastcolleges. 
- International Standard Name Identifier: 0000 0003 9271 0722
- Nederlandse Thesaurus van Auteursnamen: 073558753
- Virtual International Authority File: 286830188